# Едит Английска
Едгита или Едит Английска (на английски: Edith of England, Eadgyth or Ædgyth, Edgitha, Editha, Edgith, на староанглийски: Ēadgȳð) е кралица на Източнофранкското кралство (от сл. 929 до 26 януари 946) и първата съпруга на Ото I Велики.

## Биография
Родена е през 910 година в Уесекс. Дъщеря е на краля на Уесекс Едуард Старши (871 – 924) и втората му съпруга Елфлида († 920), дъщеря на граф Етелхелм. Тя е полусестра на Етелстан, първият крал на Англия (927 – 939). Внучка е на Алфред Велики.
През 929 г. крал Хайнрих I Птицелов изпраща делегация в Англия да намери годеница за сина му съкрал Ото. Kрал Етелстан изпраща в Саксония двете си сестри Едит и Едгива. Ото избира Едит и се жени за нея през 929 г. Двамата имат две деца:
- Лиудолф (930 – 957), херцог на Швабия (950 – 954), крал на Италия (956 – 957)
- Лиутгарда (931 – 953), омъжена 947 г. за Конрад I Червения (922 – 955), херцог на Лотарингия. Става прамайка на Салическата династия.

Едит умира на 26 януари 946 година в Магдебург, Свещена Римска империя. Погребана е в Магдебурската катедрала.
През 951 г. Ото I се жени за Аделхайд Бургундска, която става императрица (985 – 994).